# 陕西铁路工程职业技术学院
陕西铁路工程职业技术学院（简称陕铁院），是一所位于中国陕西省渭南市的专科层次的高等职业技术学院。

## 校史
陕西铁路工程职业技术学院成立于1973年，初期校址位于陕西省西安市，后来迁往渭南。其前身是铁道部渭南铁路工程学校。目前归陕西省教育厅管辖。

## 现状
学院下设八系四部，主要培养铁路建设等方面的专门人才，皆为急需人才，故学院就业率得以连年保持在95%以上。学院在渭南市乐天大街有新校区。

## 院系设置
1. 铁道工程系
2. 轨道工程系
3. 道桥工程系
4. 测绘工程系
5. 建筑工程系
6. 管理工程系
7. 机电工程系
8. 电信工程系
9. 基础课部
10. 思想政治理论教学科研部
11. 继续教育部
12. 体育教学部
13. 铁成（创新）学院
14. 萨马拉交通学院

## 国际合作
与俄罗斯薩馬拉國立交通大學深入合作，自从2019年开始在陕西铁路工程职业技术学院招生。